# Warm Mineral Springs, Florida
Warm Mineral Springs är en ort (CDP) i Sarasota County, i delstaten Florida, USA. Enligt United States Census Bureau har orten en folkmängd på 5 061 invånare (2010) och en landarea på 5,9 km².